# Triso dermopterus
Triso dermopterus è l'unica specie del genere Triso, appartenente alla famiglia Serranidae.

## Distribuzione e habitat
Questo pesce è diffuso nel Pacifico occidentale (Cina, Giappone, Corea, Taiwan, Hong Kong, Cina, Nuova Guinea, Australia settentrionale, nonché alcune coste occidentali e orientali australiane). Vive nei fondali rocciosi e fangosi.

## Descrizione
T. dermopterus ha una forma tozza, con profili dorsale e ventrale simmetrici e tondeggianti, bocca grande, pinna dorsale bassa e lunga sostenuta da raggi robusti, pinna anale arrotondata e più lunga. La pinna caudale è a delta. La livrea è molto semplice: il colore è bruno scuro, con ventre più chiaro, le pinne tendono al nero. 

Raggiunge una lunghezza massima di 68 cm.

## Riproduzione
Ha riproduzione ovipara: le uova sono deposte sul fondo.

## Alimentazione
Gli esemplari giovani si nutrono di zooplancton. Gli adulti non sono stati ancora oggetto di studi accurati.

## Pesca
È oggetto di pesca nei paesi d'origine.